# غودرون رود
غودرون رود (بالنرويجية البوكمول: Gudrun Ruud)‏ هي عالمة وراثة نرويجية، ولدت في 14 أبريل 1882 في كريستيانية في النرويج، وتوفيت في 31 ديسمبر 1958.